# 65 (szám)
A 65 (római számmal: LXV) egy természetes szám, félprím, az 5 és a 13 szorzata.

## A szám a matematikában
A tízes számrendszerbeli 65-ös a kettes számrendszerben 1000001, a nyolcas számrendszerben 101, a tizenhatos számrendszerben 41 alakban írható fel.
A 65 páratlan szám, összetett szám, azon belül félprím, kanonikus alakban az 51 · 131 szorzattal, normálalakban a 6,5 · 101 szorzattal írható fel. Négy osztója van a természetes számok halmazán, ezek növekvő sorrendben: 1, 5, 13 és 65.
Nyolcszögszám.
Cullen-szám.
A 65 hat szám valódiosztóösszeg-függvényeként áll elő, ezek a 117, 183, 295, 583, 799 és 943.
A 65 négyzete 4225, köbe 274 625, négyzetgyöke 8,06226, köbgyöke 4,02073, reciproka 0,015385. A 65 egység sugarú kör kerülete 408,40704 egység, területe 13 273,22896 területegység; a 65 egység sugarú gömb térfogata 1 150 346,51 térfogategység.
A 65 helyen az Euler-függvény helyettesítési értéke 48, a Möbius-függvényé 1, a Mertens-függvényé 0.

## A szám mint sorszám, jelzés
- A periódusos rendszer 65. eleme a terbium.